# Arroyo Ojeda
El arroyo Ojeda o riacho Ojeda es un curso de agua permanente que discurre por la zona norte de la ciudad de Resistencia (Provincia del Chaco, Argentina), desaguando en el río Negro tras un breve recorrido de 4 kilómetros.

## Cuenca
Su cuenca se desarrolla mayoritariamente sobre un área rural entre la Ruta Nacional 11 al oeste, la ruta Nacional 16 al sur, y la divisoria de aguas con el río Tragadero al norte, abarcando el área del Parque Caraguatá. Hacia el oeste de la Ruta 11 toma la forma de un canal artificial. El riacho nace en la zona del Autódromo Santiago Yaco Guarnieri de Resistencia, donde fue rectificado. Luego discurre atravesando el barrio Don Santiago, atraviesa la ruta Nacional 16 por una alcantarilla y desagua un kilómetro más abajo sobre el río Negro.

## Obras
En la gran creciente de 1998 del río Paraná su curso fue desviado para impedir que desaguara sobre el río Negro. En las grandes crecientes el cauce inferior del río Negro invierte su curso alojando los excesos del Paraná; el desvío del arroyo Ojeda buscaba impedir que este reflujo afecte también la zona por la que discurre el mismo.
Al realizarse la autovía sobre el tramo de la ruta 16 que atraviesa el riacho, la alcantarilla fue reconstruida para permitir un adecuado escurrimiento.

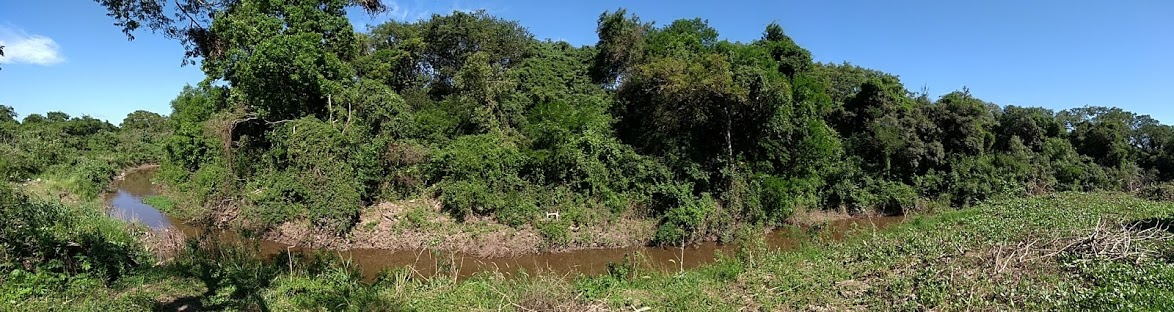
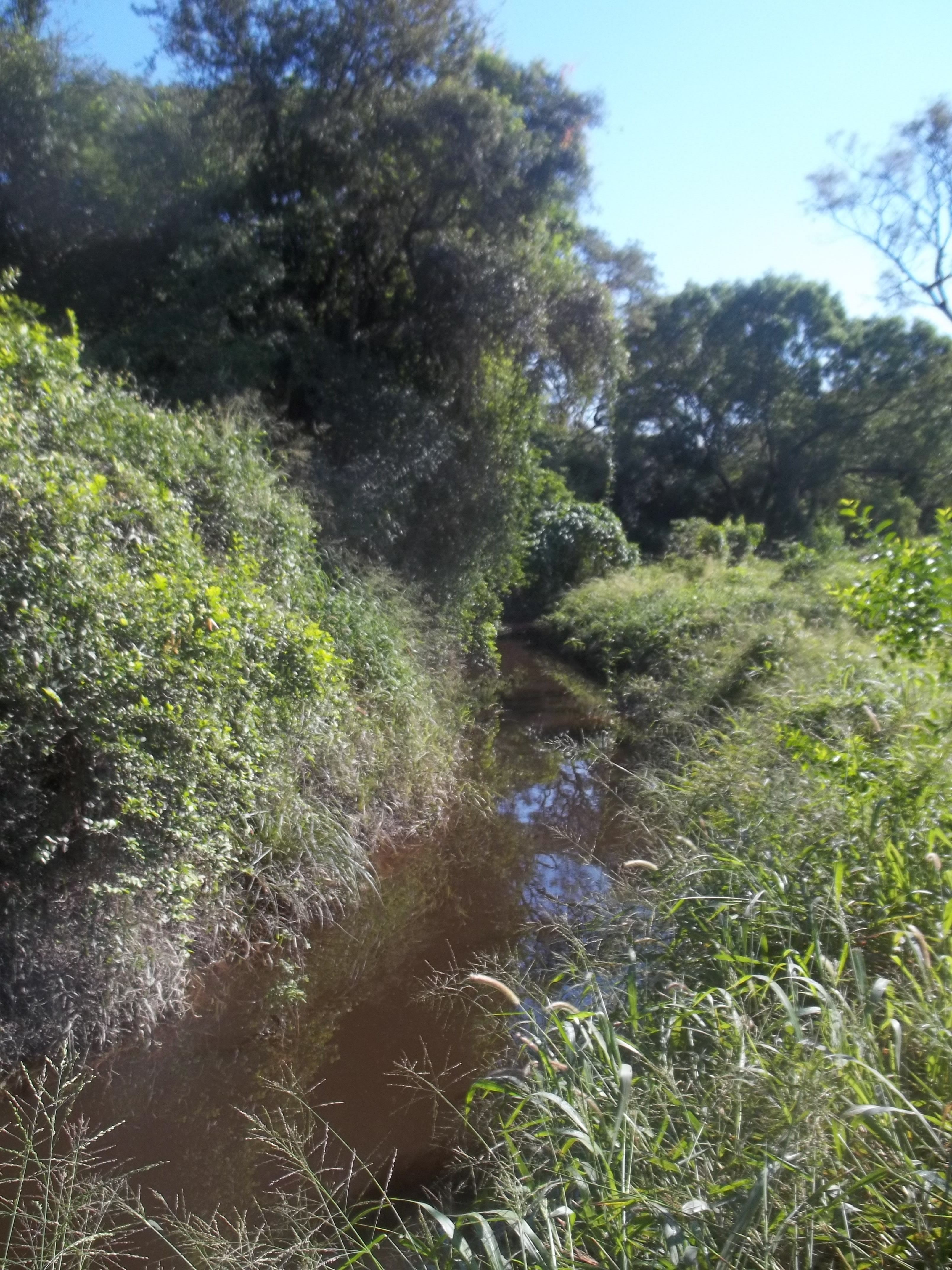
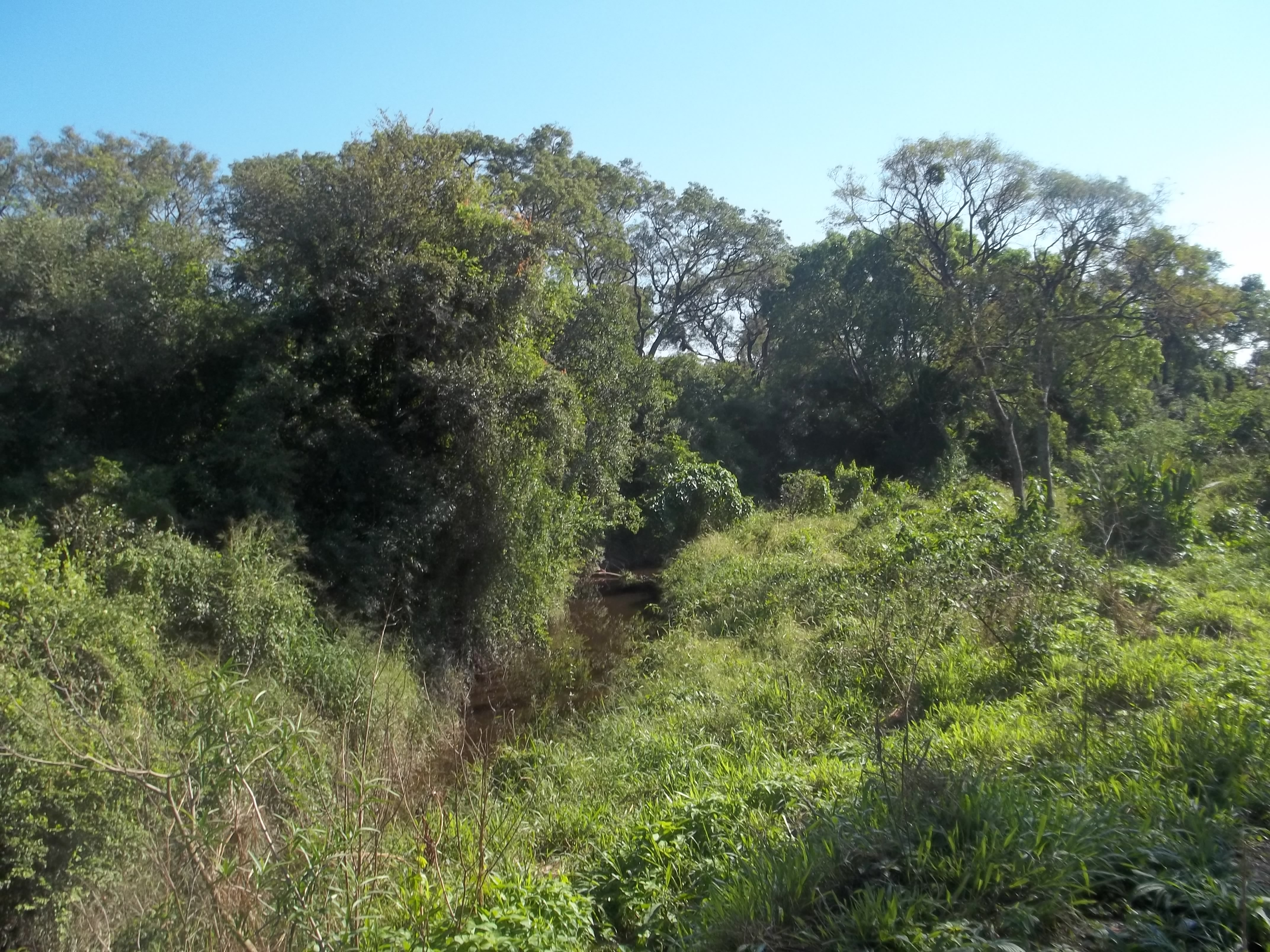